# الدوري الهندوراسي الدرجة الأولى لكرة القدم 1989–90
الدوري الهندوراسي الدرجة الأولى لكرة القدم 1989–90 هو موسم من الدوري الهندوراسي الدرجة الأولى لكرة القدم. فاز فيه نادي ديبورتيفو أوليمبيا.